# ТВР-Панорама
«ТВР-Панора́ма» — еженедельная газета, выходит в Петрозаводске с 1992 года, распространяется в Республике Карелия

## Общие сведения
Первый выпуск газеты состоялся 15 мая 1992 года под названием «ТВР» (Телевидение. Радио). Учредители — Издательский дом «ПетроПресс» (Петрозаводск) и телекомпания «Ника» (Петрозаводск), издатель — ИД «ПетроПресс».
С 29 августа 1996 года выходит под современным названием, объёмом до 32 страниц, тиражом до 42 тыс. экземпляров.
Газета публикует материалы о жизни городов и посёлков Карелии, социальных и экономических проблемах и достижениях, состоянии медицины, образования, культуры и спорта в республике.
Главный редактор
- Алла Белозерова[1][2] (1992—2009)
- Евгений Белянчиков[3] (2009—2017).
- Максим Тихонов со 2 марта 2017 года[4].